# Фелікс Нмеча
Фелікс Калу Нмеча (нім. Felix Kalu Nmecha, нар. 10 жовтня 2000, Гамбург, Німеччина) — німецький футболіст нігерійського походження, півзахисник дортмундської «Боруссії» та національної збірної Німеччини.

## Ігрова кар'єра

### Клубна
Фелікс Нмеча є вихованцем футбольної академії англійського клубу «Манчестер Сіті». З 2019 року футболіст був залучений до першої команди. Але в чемпіонаті Англії Нмеча не зіграв жодного матчу. Брав участь лише у матчах Кубка Ліги та Ліги чемпіонів.
Надалі, не маючи можливостей пробитися до основи «Ман Сіті», влітку 2021 року як вільний агент Нмеча повернувся до Німеччини, де приєднався до клубу Бундесліги «Вольфсбург». Де провів два повних сезони.
Влітку 2023 року гра Фелікса привернула увагу керівництва дортмундської «Боруссії» і за 30 млн євро дортмундський клуб викупив контракт півзахисника. Контракт було підписано до літа 2028 року. 25 жовтня 2023 року у матчі Ліги чемпіонів проти англійського «Ньюкасла» Фелікс Нмеча відмітився першим забитим голом у складі «Боруссії».

### Збірна
З 2015 року Фелікс Нмеча почав виступи на міжнародній арені. Народжений у Німеччині в родині вихідців з Нігерії, у ранньому віці Фелікс разом з рідними переїхав до Великобританії, де й почав грати у юнацьких збірних Англії. Пізніше він змінив футбольне громадянство — почав виступи за молодіжну збірну Німеччини. А 28 березня 2023 року у товариському матчі проти Бельгії Фелікс Нмеча дебютував у складі національної збірної Німеччини.

## Особисте життя
Старший брат Фелікса Лукас такоє професійний футболіст. Грає за німецький «Вольфсбург» та національну збірну Німеччини.